# 基廉加河
基廉加河（俄语：Киренга）位於俄羅斯伊爾庫茨克州的一條河流，是勒拿河的右支。全長746公里，流域面積46,600平方公里。河面自十月下旬 (十一月上旬)封凍至第二年的四月下旬 (五月)。主要支流有乌利坎河、米尼亚河和汉达河等。河口有基廉斯克鎮。